# Avenue Berthelot (Lyon)
Pour les articles homonymes, voir Avenue Berthelot.
L'avenue Berthelot est une voie de circulation qui traverse les 7e et 8e arrondissements de Lyon, en France.

## Situation et accès
Cette artère rectiligne s'étire sur 3 200 m entre le pont Gallieni à l'ouest et la place du 11-Novembre 1918 à l'est, où elle est prolongée par l'avenue Jean-Mermoz jusqu'à l'autoroute A43. Approximativement à son milieu, l'avenue traverse, grâce à un pont, la ligne de Lyon-Perrache à Genève (frontière). Grand axe de circulation est-ouest de la ville, sa fréquentation automobile a fortement chuté depuis la mise en service de la ligne 2 du tramway de Lyon en 2001. Les automobilistes doivent désormais se contenter de deux voies de circulation (à sens unique ouest-est) sur toute sa longueur, le tramway bénéficiant de l'autre moitié de la chaussée. L'avenue est parcourue sur toute sa longueur par la ligne 2 du tramway, avec sept stations. Elle est en outre traversée par la ligne 4 à la station Jet d'Eau - Mendès France. Enfin, au niveau de la place Jean-Macé, elle est desservie par la ligne B du métro et la gare ferroviaire Jean-Macé.

## Origine du nom
Elle porte le nom du chimiste, physico-chimiste, biologiste, épistémologue et homme politique français Marcellin Berthelot (1827-1907).

## Historique
Appelée « avenue des Ponts » ou des « Ponts-Napoléon » lors de sa création en 1856, elle est ensuite connue sous le nom de « Ponts du Midi » ou « du Midi » à partir de 1871. Elle reçoit son nom actuel le 25 mars 1907 par délibération du conseil municipal
Son prolongement est rebaptisé « rue Paul-Painlevé » le 11 mars 1935, mais la décision demeure sans suite.
Enfin en 1939, un autre fragment est renommé « avenue Jean-Mermoz » à laquelle la « rue Paul-Painlevé » est incorporée.
Le 26 mai 1944, à 10h43, un bombardement aérien américain vise les infrastructures ferroviaires lyonnaises dans le but d'entraver le repli des Allemands. Les bombardiers B24 volent en trop haute altitude : les bombes larguées de manière imprécise provoquent des destructions considérables sur l'avenue Berthelot et font de nombreuses victimes civiles.
Les types de commerces établis sur l'avenue évoluent avec leur temps. En 2023, la dernière des trois maisons de la presse de l'avenue, la presse Bruneton, tenue par une gérante acariâtre devenue une « figure emblématique » du quartier avant son départ à la retraite à un âge avancé, ferme au profit d'une boutique de réparation de téléphones portables.

## Bâtiments remarquables et lieux de mémoire
- nos 10 à 20 : ancienne école de Santé des Armées de Lyon, devenue Centre Berthelot[4], et qui abrite aujourd'hui également Sciences Po Lyon, la Maison des sciences de l'Homme Lyon-Saint-Étienne et le Centre d'histoire de la résistance et de la déportation.
- no 45 : église Saint-Michel, construite en 1962 par les architectes Marc Rinuccini et Georges Bonnamour, qui se distingue par son campanile. Bâtie en 1912, l'ancienne église a été détruite lors d'un bombardement allié le 26 mai 1944[5],[6].
- entre la ligne de Lyon-Perrache à Genève (frontière) et le boulevard des États-Unis : nouveau cimetière de la Guillotière.
- no 228 : Jules Bonnot, chef de la bande à Bonnot, amant de Judith Thollon, femme du gardien du cimetière de la Guillotière y trouva plusieurs fois refuge[7].